# ヌビナイ川
ヌビナイ川（ヌビナイがわ）は、北海道十勝総合振興局管内を流れ本流の歴舟川と合流した後に太平洋に注ぐ二級河川である。歴舟川水系の支流である。上流域は日高山脈襟裳十勝国立公園に指定されている。

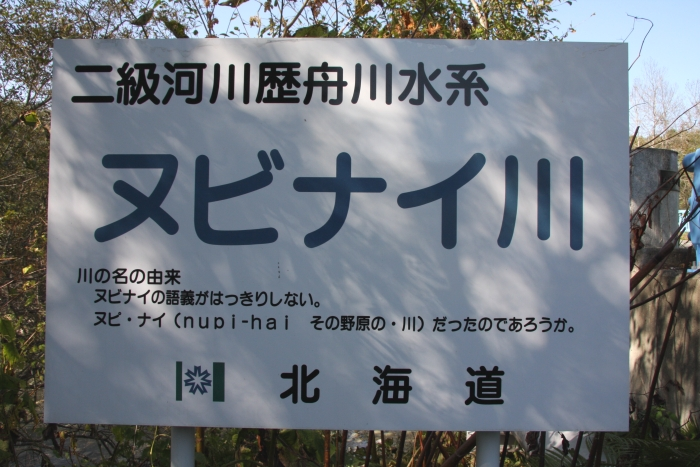
ヌビナイ橋にあるヌビナイ川の河川標識

## 地理
北海道日高振興局浦河郡浦河町と広尾郡大樹町に跨る日高山脈のピリカヌプリで源を発し、ルートルオマップ川（歴舟中ノ川）との合流地点（尾田地区）で本流の歴舟川に合流する。
上流部は急峻な地形であるが、南日高三山への沢登りゲレンデとなっている。
とりわけ花崗岩のヌビナイ川右股はエメラルドブルーの釜（七つ釜）が幾重にも連なり、岳人の間では日高山脈で最も美しい沢との定評がある。

## 名称の由来
アイヌ語研究者の山田秀三は「語義がはっきりしない」と前置きしたうえで、「ヌピナイ（nupi-nay)」（その野原の・川）の意ではないか、と解釈している。

## 流域の自治体
北海道
十勝総合振興局広尾郡大樹町

## 主な支流
括弧内は流域の自治体
- クマの沢川（大樹町）
- ポンニの沢川（大樹町）

## 主な橋梁
- 鹿鳴橋
- 昭徳大橋
- 渓石橋
- ヌビナイ橋 - 北海道道1002号光地園尾田線